# Ronaldo Mouth Queiroz
Ronaldo Mouth Queiroz (São Paulo, 18 de dezembro de 1947 — São Paulo, 6 de abril de 1973) foi um estudante de Geologia da Universidade de São Paulo (USP) e líder estudantil vinculado à Aliança Nacional Libertadora (ANL), que participou da luta contra a ditadura militar, regime instaurado em 1 de abril de 1964 e que durou até 15 de março de 1985.

## Biografia
Ronaldo era filho de Álvaro D'Ávila Queiroz e Elza Mouth Queiroz, estudante de Geologia e ex-presidente do Diretório Central dos Estudantes da Universidade de São Paulo, na gestão 70/71.
Ele começou a trabalhar com apenas 13 anos de idade, exercendo a fiscalização de peças de propaganda em emissoras radiofônicas para uma certa empresa. Ao crescer, passou a cursar Geologia na Universidade de São Paulo (USP) e se tornou professor de cursinhos pré-vestibulares. Depois, arrumou um emprego na própria universidade. 
No colegial e na faculdade, Ronaldo publicava jornais voltados para o humor sob o pseudônimo de Mc Coes. A partir de certo momento, adotou um tom político em seus conteúdos jocosos. Ele foi um dos responsáveis por manter o movimento estudantil ativo apesar da intensa repressão da época, com a participação em diversos comícios-relâmpagos em praça pública contra o regime milita. Desse modo, acabou se vendo na obrigação de viver clandestinamente, usando o alônimo Papa. Queiroz, com também era conhecido, foi ligado à ANL desde 1969 e foi presidente do Diretório Central dos Estudantes (DCE) da USP a partir de 1970.
A partir do trabalho do ex-militante e agente policial “Jota”, o médico João Henrique de Carvalho, infiltrado na ALN em 1972, Queiroz passou a ter seus passos vigiados pelo Destacamento de Operações de Informação - Centro de Operações de Defesa Interna (DOI-CODI) de São Paulo.

## Morte
Queiroz foi fuzilado em 6 de abril de 1973, na avenida Angélica, em São Paulo, por agentes do DOI-CODI/SP que não deram voz de prisão e atiraram à queima roupa assim que o reconheceram em um ponto de ônibus. A versão oficial publicada no Jornal do Brasil, no dia seguinte de sua morte, dizia que Queiroz havia resistido à prisão, sendo morto em consequência de um tiroteio. 
No livro Memórias de uma Guerra Suja, Cláudio Guerra, ex-delegado do Departamento de Ordem Política e Social (DOPS), revelou que foi ordenado a assassinar um indivíduo em um ponto de ônibus da Avenida Angélica. Além disso, apontou o sargento Jair, o tenente Paulo Jorge (conhecido como Pejota) e Fininho como cúmplices do ato, afirmando que eles foram responsáveis pela morte de Ronaldo Mouth Queiroz. Ele ainda detalhou a operação: 
Fininho estava como motorista de uma Chevrolet Veraneio e teve que localizar o alvo. Então, eles chegaram, desceram do veículo, e realizaram os disparos. Em seguida, deixaram o local novamente com Fininho dirigindo o veículo. A partir daí, oficiais do Exército e da Marinha assumiram o controle da situação e criaram um cenário, com a perícia totalmente distorcida. Para completar, foi divulgada uma descrição do suposto assassino para enganar os civis que presenciaram o momento. Um dos cidadãos, inclusive, teria sido preso e morto como forma de preservar a versão dos oficiais. 
A necropsia, feita pelos legistas Isaac Abramovitc e Orlando Brandão no IML/SP em 11 de abril de 1973, confirma a versão oficial da morte em tiroteio. O cadáver de Queiroz deu entrada no necrotério às 8h do dia 6 de abril de 1973, enquanto a requisição do IML registra o horário do óbito como tendo sido às 7h45, horário incompatível para se fazer o translado do corpo. O laudo descreve dois tiros, um na face anterior do hemitórax esquerdo e no mento, um centímetro abaixo do lábio inferior. 
De acordo com o relatório dirigido ao diretor do DOPS de São Paulo, os agentes teriam apreendido duas armas de fogo, uma em poder de Queiroz. No entanto, não há referência sobre o exame pericial nas armas nem sobre a perícia no local. Também não foi encontrada a foto do cadáver de Queiroz.
Essa versão oficial, que já era questionada a partir da análise dos documentos oficiais, foi derrubada por uma testemunha ocular localizada por Luiz Francisco Carvalho Filho, relator do processo da CEMDP, além de reportagens dos jornais Folha de S. Paulo, Folha da Tarde e O Estado de S. Paulo, anexadas pelo relator.

## Homenagens póstumas
O espaço físico do Centro Paulista de Estudos Geológicos (CEPEGE), centro acadêmico do curso de geologia da Universidade de São Paulo, foi rebatizado com o nome "CEPEGE - Ronaldo Mouth Queiroz" no dia 23 de abril de 2025. Duas ruas receberam o nome de Ronaldo Mouth Queiroz. Uma no bairo de Tirol, em Belo Horizonte, Minas Gerais e outra em Bangu, no Rio de Janeiro.